# Liste der Naturdenkmale in Waldfischbach-Burgalben
Die Liste der Naturdenkmale in Waldfischbach-Burgalben nennt die im Gemeindegebiet von Waldfischbach-Burgalben ausgewiesenen Naturdenkmale (Stand 23. Mai 2024).

## Naturdenkmale
| Nr.         | Bezeichnung              | Lage                                                                                   | Beschreibung        | Bild                                    |
| ----------- | ------------------------ | -------------------------------------------------------------------------------------- | ------------------- | --------------------------------------- |
| ND-7340-258 | Felsengruppe Drei Felsen | Waldfischbach, nordöstlich des Ortes, oberhalb der Straße Auf dem Aspen Lage           | Buntsandsteinfelsen | Direkt Bild zu diesem Denkmal hochladen |
| ND-7340-267 | Gerstenfels              | Waldfischbach, östlich des Ortes; Abteilung Galgenberg Lage                            | Buntsandsteinfelsen | Direkt Bild zu diesem Denkmal hochladen |
| ND-7340-292 | Galgenfels               | Waldfischbach, südöstlich des Ortes, auf der Westseite des Galgenbergs Lage            | Buntsandsteinfelsen | Direkt Bild zu diesem Denkmal hochladen |
| ND-7340-339 | Fischerfels              | Waldfischbach, südöstlich des Ortes im Schwarzbachtal oberhalb der Wappenschmiede Lage | Buntsandsteinfelsen | Direkt Bild zu diesem Denkmal hochladen |